# Oxymonacanthus halli
Oxymonacanthus halli är en fiskart som beskrevs av Marshall 1952. Oxymonacanthus halli ingår i släktet Oxymonacanthus och familjen filfiskar. Inga underarter finns listade i Catalogue of Life.